# Carl Ewald
 Der er flere personer med dette navn, se Carl von Ewald.
Carl Ewald (født 15. oktober 1856 på Bredelykke i Gram i Slesvig, død 23. februar 1908) var en dansk forfatter, der særligt er kendt for sine darwinistisk inspirerede kunsteventyr om naturen.
Han var søn af forfatteren H.F. Ewald og Julie Caroline Oest, datter af birkedommer i Brahetrolleborg birk Nicolai Oest, og havde 12 søskende, heriblandt Theodor Ewald. Han fødtes på gården Bredeløkke ved Gram i Sønderjylland. Efter krigen 1864 flyttede familien til Nyhuse i Frederiksborg. Han blev student fra Frederiksborg Gymnasium. Han måtte på grund af sygdom opgive at tage eksamen i forstvidenskab og blev ansat som lærer på Zahles Seminarium.
Han købte senere Frederiksberg Realskole og underviste i naturhistorie ved vandringer i Frederiksberg Have.
Efter at have arbejdet som journalist ved en lokalavis i Svendborg slog han sig ned som freelance journalist i København. Han tilsluttede sig ideerne i Det Moderne Gennembrud og blev medredaktør af Ove Rodes tidsskrift København. Under mærket "Hr. Hansen" leverede han journalistik til Politiken.
Han begyndte at skrive bøger og udgav i 1880'erne en række problembøger i tidens stil om bl.a. kønsroller og børneopdragelse og udfoldede sig i årene derefter med stor energi i snart sagt alle genrer. Han skrev historiske romaner, genfortalte danske sagn og folkeeventyr i Eventyrskrinet (1906-07) og oversatte bl.a. Brødrene Grimms eventyr til dansk (1905). I 1882 udkom hans første samling Æventyr, der blev fulgt af adskillige flere, og som er hans mest varigt populære bidrag til dansk litteratur. Næsten alle disse eventyr tematiserer naturens kræfter og illustrerer på pædagogisk vis naturhistorien og evolutionsteorien uden at gå på kompromis med humor, lune og fantasi. Eventyrerne var forsynet med tegninger af Louis Moe.
Ewald modtog i 1897 Det anckerske Legat.
Han var gift med Betty Ponsaing og far til Jesper Ewald (født 1893) og Poul Henningsen (født 1894). Denne var resultatet af en udenomsægteskabelig relation til Agnes Henningsen.

## Udvalgt bibliografi
- Smaa Fortællinger (1882).
- Æventyr, 14 vol. (1882-1907).
- Æventyrskrinet (1906-07)
- Efterladte Æventyr, vol. 15-20 (1909).
- Danske dronninger uden krone (1906-08).
  - Dyveke
  - Anna Sofie Reventlow
  - Kirstine Munk
  - Grevinde Danner
  - Sofie Amalie Moth